# Generations
Generations é uma soap opera exibida originalmente pela rede NBC entre 27 de Março de 1989 e 25 de Janeiro de 1991.
Foi indicada para prêmios por três diferentes organizações, mas nunca venceu. Este programa foi inovador por ter sido o primeiro a incluir uma família afro-americana na trama desde o início, e por essa razão, viria a ser reprisado pela rede BET até 1993, quando sairia definitivamente do ar.
O seriado ocupou o espaço de Search for Tomorrow na grade do bloco NBC Daytime, e mesmo assim, retornou audiências muito baixas, durando apenas 22 meses e 270 episódios. O último episódio, que apresentou Brandon Tartikoff, não foi exibido em algumas afiliadas devido à cobertura da Guerra do Golfo, que havia começado alguns dias antes.